# Сорель, Альбер
Альбе́р Соре́ль (13 августа 1842[…], Онфлёр — 29 июня 1906[…], Париж) — французский историк, член Французской академии (с 1894; на кресле № 25), иностранный член-корреспондент Петербургской академии наук (1902).

## Биография
Родился в семье промышленника, двоюродный брат Жоржа Сореля.
Сначала служил в министерстве иностранных дел, получив в 1866 году место атташе; участвовал в деятельности Правительства национального спасения во время Франко-прусской войны; в эти годы он совмещал дипломатическую службу с литературной деятельностью. В 1871 и 1873 гг. он выпустил два романа: «La grande falaise» и «Le Docteur Egra», в настоящее время с полным основанием забытые. Сорель скоро понял, что его призвание  не в сочинении романов, и перешёл на историю. Предметом его занятий является главным образом эпоха Великой французской революции, в изучении которой он занял одно из первых мест, рядом с Токвилем, Зибелем, Тэном, Оларом.
С 1872 года, по рекомендации Ипполита Тэна он стал преподавателем дипломатической истории в парижской Вольной школе политических наук. За несколько десятилетий работы в этом учебном заведении Сорель «не только создал новую для Франции учебную дисциплину, но и воспитал несколько поколений французских внешнеполитических работников». В начале 1890-х его учеником в Вольной школе политических наук был молодой Марсель Пруст, будущий автор романа «В поисках утраченного времени», для которого Альбер Сорель станет одним из прототипов дипломата (бывшего посла) маркиза де Норпуа.
В 1873 г. он выпустил этюд «Le traité de Paris du 20 nov. 1815». За ним последовали исследования: «La guerre franco-allemande» (1875) и «La question d’Orient au XVIII s.; le partage de Pologne, le traité de Kainardji» (1878, 2 изд., 1889). Ряд этюдов о дипломатах и дипломатических вопросах Сорель собрал в книжке «Essais d’histoire et de critique» (1882, 2 изд., 1894).
Интерес Сореля к научно-исследовательской работе был настолько велик, что он отказался от постов министра иностранных дел и посла Франции в Берлине, предложенных ему Леоном Гамбеттой.
В 1885—92 г. появилось его главное сочинение «L’Europe et la Révolution française» (4 т.), переведённое на русский язык под ред. проф. Н. И. Кареева. В исходном пункте Сорель примыкает к Токвилю и с громадным материалом в руках доказывает, что история Франции с 1789 г. является естественным и необходимым результатом общественных условий, сложившихся ещё при старом порядке.
Главной задачей своей Сорель поставил исследование взаимных отношений революционной Франции и других государств Европы. Нигде с такой подробностью и ясностью не разработана история столкновений революции с европейскими монархиями; дипломатия, войны, влияние политических переворотов впервые подверглись строгому научному подсчёту и свободной от предвзятых идей оценке; в этом отношении Сорель идёт по стопам Зибеля и довершает разрушение легенды, но французский историк превзошёл немецкого трезвым и объективным отношением к предмету. Несмотря на то, что главный интерес Сореля лежит в сфере внешних отношений, он посвящает много внимания и внутренней истории революции.
Ещё до опубликования Оларом собрания актов комитета общественного спасения Сорель сумел дать яркую и полную картину организации, направлявшей борьбу с Европой. И тут он остаётся тем же спокойным и беспристрастным исследователем. В противоположность апологетическому тону Мишле и других старых историков, в противоположность страстным нападкам Тэна, изобличающего революцию, Сорель является спокойным наблюдателем и строго научно оценивает деятельность различных партий.
Для коллекции «Grands écrivains français» Сорель написал два этюда: о Монтескьё (1887; 2 рус. пер., под ред. проф. П. Г. Виноградова и Н. И. Кареева) и о m-me de Сталь (1890). Здесь одинаково хороши и психологические характеристики, и критические этюды, и обрисовка социальной и культурной обстановки; с замечательным уменьем сгруппирован огромный материал и из громадного количества фактов выбраны наиболее яркие и выпуклые.
Кроме перечисленных сочинений, Сорелю принадлежит ещё этюд «Bonaparte et Hoche en 1797» (1896); в сотрудничестве с Функ-Брентано он составил «Precis du droit des gens» (1877). С начала своей литературной деятельности Сорель сотрудничает во всех лучших французских журналах, главным образом в «Revue des Deux Mondes».
По своим убеждениям католик, консерватор и патриот, антидрейфусар.

## Переводы на русский
- Европа и французская революция / Пер. с фр. с предисл. Н. И. Кареева. — СПб., 1892—1908. — Т. 1, 2, 3, 4, 5, 6, 7, 8.
- Госпожа де Сталь. СПб., 1892.
  - Альбер Сорель, С. Вайнштейн Мадам де Сталь. — Книжный Клуб Книговек, 2018. — 496 с. — ISBN 978-5-4224-1364-5
- Монтескьё / Пер. с фр. под ред. и с предисл. П. Г. Виноградова. — М.: Кн. дело, 1898. — X, 141 с.